# Susanne Riermeier
Susanne „Susi“ Riermeier (verheiratete Saller; * 23. Dezember 1960 in München) ist eine ehemalige deutsche Skilangläuferin und Laufsportlerin.

## Leben
Riermeier war in jungen Jahren Mitglied der DAV-Sektion Ebersberg und ging dann zum Münchener Skiclub Hochvogel.
Von 1978 bis 1981 holte sie insgesamt acht Deutsche Meistertitel im Skilanglauf über 5, 10 und 15 Kilometer. Bei den Nordischen Junioren-Skiweltmeisterschaften 1977 in Sainte-Croix gewann sie Silber mit der Staffel. Ihre besten Platzierungen im folgenden Jahr bei den Nordischen Skiweltmeisterschaften 1978 in Lahti waren der 28. Platz über 5 km und der siebte Rang zusammen mit Carola Göritz, Regina Stoib und Haldis Zühlke in der Staffel. 1980 nahm sie an den Olympischen Winterspielen in Lake Placid teil, wo sie den 31. Platz über 5 km und den 21. Rang über 10 km belegte.
Danach widmete sie sich dem Langstreckenlauf und wurde 1984 Deutsche Marathonmeisterin auf der Strecke des Bienwald-Marathons mit dem immer noch gültigen Streckenrekord von 2:38:13 h. Ihre Bestzeit im Marathon stellte sie ein Jahr später als Dritte des Frankfurt-Marathons in 2:34:10 h auf. Von 1975 bis 1982 siegte sie achtmal in Folge beim Hochfellnberglauf.
Ihre Tochter ist die Triathletin Sophia Saller.

## Auszeichnungen
- 1979: Goldener Ski des Deutschen Skiverbandes[1]
- 1981: Goldener Ski des Deutschen Skiverbandes[1]